# Lijst van voetbalinterlands Duitsland - Joegoslavië
Deze lijst van voetbalinterlands is een overzicht van alle officiële voetbalwedstrijden tussen de nationale teams van (West-)Duitsland en Joegoslavië. De landen speelden in totaal 25 keer tegen elkaar. Het eerste duel, een vriendschappelijke wedstrijd, werd gespeeld in Berlijn op 26 februari 1939. De laatste ontmoeting, een groepswedstrijd tijdens het Wereldkampioenschap voetbal 1998, vond plaats op 21 juni 1998 in Lens (Frankrijk).

## Wedstrijden
| №  | Plaats       | Datum             | Competitie           | Wedstrijd                    | Uitslag |
| -- | ------------ | ----------------- | -------------------- | ---------------------------- | ------- |
| 1  | Berlijn      | 26 februari 1939  | Vriendschappelijk    | Duitsland – Joegoslavië      | 3 – 2   |
| 2  | Zagreb       | 15 oktober 1939   | Vriendschappelijk    | Joegoslavië – Duitsland      | 1 – 5   |
| 3  | Wenen        | 14 april 1940     | Vriendschappelijk    | Duitsland – Joegoslavië      | 1 – 2   |
| 4  | Zagreb       | 3 november 1940   | Vriendschappelijk    | Joegoslavië – Duitsland      | 2 – 0   |
| 5  | Ludwigshafen | 21 december 1952  | Vriendschappelijk    | West-Duitsland – Joegoslavië | 3 – 2   |
| 6  | Genève       | 27 juni 1954      | WK 1954              | West-Duitsland – Joegoslavië | 2 – 0   |
| 7  | Belgrado     | 25 september 1955 | Vriendschappelijk    | Joegoslavië – West-Duitsland | 3 – 1   |
| 8  | Malmö        | 19 juni 1958      | WK 1958              | West-Duitsland – Joegoslavië | 1 – 0   |
| 9  | Hannover     | 20 december 1959  | Vriendschappelijk    | West-Duitsland – Joegoslavië | 1 – 1   |
| 10 | Santiago     | 10 juni 1962      | WK 1962              | West-Duitsland – Joegoslavië | 0 – 1   |
| 11 | Zagreb       | 30 september 1962 | Vriendschappelijk    | Joegoslavië – West-Duitsland | 2 – 3   |
| 12 | Hannover     | 23 juni 1966      | Vriendschappelijk    | West-Duitsland – Joegoslavië | 2 – 0   |
| 13 | Belgrado     | 3 mei 1967        | EK 1968 kwalificatie | Joegoslavië – West-Duitsland | 1 – 0   |
| 14 | Hamburg      | 7 oktober 1967    | EK 1968 kwalificatie | West-Duitsland – Joegoslavië | 3 – 1   |
| 15 | Hannover     | 13 mei 1970       | Vriendschappelijk    | West-Duitsland – Joegoslavië | 1 – 0   |
| 16 | Zagreb       | 18 november 1970  | Vriendschappelijk    | Joegoslavië – West-Duitsland | 2 – 0   |
| 17 | München      | 9 mei 1973        | Vriendschappelijk    | West-Duitsland – Joegoslavië | 0 – 1   |
| 18 | Düsseldorf   | 26 juni 1974      | WK 1974              | West-Duitsland – Joegoslavië | 2 – 0   |
| 19 | Belgrado     | 17 juni 1976      | EK 1976              | Joegoslavië – West-Duitsland | 2 – 4   |
| 20 | Belgrado     | 30 april 1977     | Vriendschappelijk    | Joegoslavië – West-Duitsland | 1 – 2   |
| 21 | Luxemburg    | 7 juni 1983       | Vriendschappelijk    | West-Duitsland – Joegoslavië | 4 – 2   |
| 22 | Bochum       | 11 mei 1986       | Vriendschappelijk    | West-Duitsland – Joegoslavië | 1 – 1   |
| 23 | Bremen       | 4 juni 1988       | Vriendschappelijk    | West-Duitsland – Joegoslavië | 1 – 1   |
| 24 | Milaan       | 10 juni 1990      | WK 1990              | West-Duitsland – Joegoslavië | 4 – 1   |
| 25 | Lens         | 21 juni 1998      | WK 1998              | Duitsland – Joegoslavië      | 2 – 2   |

## Samenvatting
| Competitie        | Totaal gespeeld | Winst Duitsland | Gelijk | Winst Joegoslavië | Doelsaldo Duitsland – Joegoslavië |
| ----------------- | --------------- | --------------- | ------ | ----------------- | --------------------------------- |
| WK-eindronde      | 6               | 4               | 1      | 1                 | 11 − 4                            |
| EK-eindronde      | 1               | 1               | 0      | 0                 | 4 − 2                             |
| EK-kwalificatie   | 2               | 1               | 0      | 1                 | 3 − 2                             |
| Vriendschappelijk | 16              | 8               | 3      | 5                 | 28 − 23                           |
| Totaal            | 25              | 14              | 4      | 7                 | 46 − 31                           |

Wedstrijden bepaald door strafschoppen worden, in lijn met de FIFA, als een gelijkspel gerekend.

## Details

### 24ste ontmoeting
| WK 1990 (Milaan, Italië, 10 juni 1990): |              | |
| West-Duitsland | 4 – 1        | Joegoslavië |
| Lothar Matthäus 29' Jürgen Klinsmann 40' Lothar Matthäus 63' Rudi Völler 71'                                                                                           | goals        | 55' Davor Jozić |
| Franz Beckenbauer | bondscoach   | Ivica Osim |
| Bodo Illgner Klaus Augenthaler Stefan Reuter Guido Buchwald Thomas Berthold Andreas Brehme Thomas Häßler 75' Lothar Matthäus Uwe Bein 75' Rudi Völler Jürgen Klinsmann | opstellingen | Tomislav Ivković Zoran Vulić Mirsad Baljić Predrag Spasić Faruk Hadžibegić Davor Jozić 56' Safet Sušić Srečko Katanec 56' Dejan Savičević Dragan Stojković Zlatko Vujović |
| Pierre Littbarski 75' Andreas Möller 75' | wissels      | 56' Robert Prosinečki 56' Dragoljub Brnović |
| Andreas Brehme 5' | gele kaarten | |

### 25ste ontmoeting
| WK 1998 (Lens, Frankrijk, 10 juni 1998):         |       |                                            |
| Duitsland                                        | 2 – 2 | Joegoslavië                                |
| Siniša Mihajlović 74' (e.d.) Oliver Bierhoff 80' | goals | 12' Predrag Mijatović 54' Dragan Stojković |